# Nenad Šalov
Nenad Šalov (Split, 6. kolovoza 1955.), bivši hrvatski nogometaš.

## Igračka karijera

### Klupska karijara
Za prvi tim splitskog Hajduka nastupio je s 18 godina, u vrijeme kad je najslavnija, "zlatna", generacija, predvođena Tomislavom Ivićem počinjala seriju velikih uspjeha. Kako, kao najmlađi, pokraj Holcera, Jerkovića, Oblaka, Šurjaka, Buljana, Žungula, Peruzovića i ostalih asova nije često mogao ulaziti u igru, odlučio se za odlazak na odsluženje vojnog roka. Po povratku iz vojske, doživljava veliko razočarenje. Novi trener Hajduka Vlatko Marković, nije ga pozvao na ljetne pripreme pred sezonu 1977./78. Predlagali su mu kaljenje u nekom drugom klubu, ali on nije pristao. Ostao je u Splitu i marljivo trenirao, a na kraju se upornost isplatila. Ta sezona mu je bila prekretnica. Od tada je, pa do odlaska iz Hajduka, uvijek bio među prvih 16 igrača, a u jednom periodu bio je i ključni igrač. Za to vrijeme je s Hajdukom osvojio tri titule prvaka Jugoslavije (1974., 1975., 1979.) i četiri Kupa maršala Tita (1974., 1976., 1977., 1984.). Za Hajduk je odigrao ukupno 400 utakmica i postigao 46 golova.
Statistika u Hajduku
| Natjecanje        | Nastupi | Zgoditci |
| ----------------- | ------- | -------- |
| Prvenstvo         | 201     | 19       |
| Kup               | 21      | 3        |
| Superkup          | 0       | 0        |
| Međunarodne       | 23      | 3        |
| Splitski podsavez | 0       | 0        |
| Ukupno            | 245     | 25       |
| Prijateljske      | 155     | 21       |
| Sveukupno         | 400     | 46       |

Prvi nastup za Bile ima u prvenstvu Jugoslavije 21. travnja 1974. protiv Zagreba u Splitu, koju je Hajduk dobio zgodicima Mijača i Žungula s 2:1.
Bio je igrač velike energije i taktičkog znanja. Mogao je igrati, a često, po potrebi, i igrao, na mnogim pozicijama, od beka, preko defanzivnog veznog, do lijevog krila, ali je najbolje partije pružao kao graditelj igre. Nizak rastom, ali veoma brz i stabilan na nogama, odlikovala ga je odlična tehnika, a naročito su ga krasili vrlo snažan i precizan šut, pravovremena dodavanja preko cijelog terena i centaršut.
Nakon Hajduka odlazi 1986. godine u njemački drugoligaški klub SV Viktoriju 1901 iz Aschaffenburga. Karijeru nastavlja u njemačkim nižerazrednim ekipama SV Darmstadt 98 (1987.), Sportfeunde DJK Freiburg (1987. – 88.), 1. FSV Mainz 05 (1989. – 90.).

### Reprezentativna karijera
Za reprezentaciju Jugoslavije odigrao je jednu utakmicu: 15. studenog 1980. protiv Italije (0:2) u Torinu.

## Trenerska karijera
Nakon okončanja igračke karijere radi kao trener u manjim njemačkim klubovima.

## Nagrade i priznanja

#### Klupska
Hajduk Split
- Prvenstvo Jugoslavije u nogometu (3) : 1973./74, 1974./75, 1978./79.
- Kup maršala Tita (4) : 1974, 1976, 1977, 1984

## Vanjske poveznice
- Nenad Šalov